# Desconferencia
Una desconferencia, también llamado No-Congreso o conferencia de espacio abierto (OpenSpace conference, en inglés), es una conferencia en la que los propios participantes y asistentes toman un papel más participativo y activo. El término ha sido aplicado, ya sea total o parcialmente, a una amplia gama de tipos de reuniones en las que se intenta evitar uno o más aspectos de una conferencia convencional, como pueden ser las charlas de larga duración, los precios de entrada desproporcionados o las presentaciones comerciales. Por ejemplo, en 2006, CNNMoney describió con este término a diversos eventos que incluían, entre otros, BarCamp, Bloggercon y Mashup Camp. El término se usa principalmente en las comunidades tecnológicas o interesadas en la innovación. 

## Historia
En el libro Open Space Technology (1997), Harrison Owen hablaba de muchas de las técnicas que ahora asociamos con el concepto actual de desconferencia, a pesar de que en el libro nunca se usa esa palabra.
La primera aparición del término desconferencia fue en el anuncio de la conferencia anual de desarrolladores de XML de 1998. En tiempos más recientes, el término ha sido usado por Lenn Pryor para hablar de la BloggerCon, en un escrito de 2004.
El FooCamp de 2003 difundió un tipo especial de desconferencia en el que "No hay programa ... hasta que los asistentes hacen uno".

## Para más información
- Open Space World
- What Is An OpenSpace Conference? Archivado el 3 de marzo de 2015 en Wayback Machine.

- Datos: Q1067715
- Multimedia: Unconferences / Q1067715